# 候姝
候姝（1982年—），中国大陆女演员。
2008年凭借电影《疯狂的石头》获得第29届大众电影百花奖最佳女配角提名名单。继《疯狂的石头》电影出演菁菁声名大振后，2009年出演《羊肉泡馍麻辣烫》中的大款娇妻也深入人心。